# Plusiotus resplendens
Plusiotus resplendens is een keversoort uit de familie bladsprietkevers (Scarabaeidae).

## Kenmerken
Deze zeldzame kever heeft een lichaam met glanzend goud- of zilverkleurige dekschilden, forse achterdijen en sterke klauwen.

## Leefwijze
Deze soort komt voor in Zuid-Amerika.